# Bad
 For alternative betydninger, se Bad (flertydig). (Se også artikler, som begynder med Bad)
Bad eller badekultur er at sænke kroppen ned vand for at vaske sig, opleve velvære eller for leg, idræt eller underholdning. Badning kan have hygiejniske, rituelle eller terapeutiske formål, men også til at fremme sundhed og velvære. Man kan bade på forskellige steder hvor der findes en vis mængde vand, fra varmt til koldt. Dette kan for eksempel være i et badekar eller i en flod, en sø, et svømmebassin eller i havet.

## Historie
De ældste dokumenterede daglige baderitualer kan spores til det gamle Indien, hvor der fandtes en udførlig praksis for personlig hygiene med tre daglige bade og vaskninger.
Oprindelsen til den europæiske badekultur ligger i antikken, hvor offentlige termiske bade også havde en vigtig social funktion. Med folkevandringen kom sammenbruddet af den romerske badekultur. I Det Byzantinske Rige forblev traditionen dog og blev senere videreført af de islamiske erobrere (f.eks. i form af det tyrkiske bad. I middelalderen blev traditionen genoptaget i Europa med ba dehuse, der dog var beskedne størrelser i forhold til de termiske bade. I moderne tid er badekulturen tæt forbundet med fremkomsten af kursteder med termiske kilder og badebyer. Størstedelen af den europæiske befolkning havde kun private badeværelser fra det 20. århundrede og frem. Badets betydning i forskellige tidsaldre var altid tæt forbundet med de fremherskende ideer om hygiejne.

### Begyndelsen
De første større badeanlæg lå blandt andet i Induskulturens byer (omkring 2500–1900 f.Kr.). I Mohenjo-Daro var der et bad på "citadellet" i en bygning med en 7 × 12 m stor og 2,4 m dyb pool, hvori to trapper førte ned. Vandforsyningen var via brønde. Størrelsen af komplekset antyder, at dette bad ikke kun var beregnet til at rense kroppen, men også til rituelle formål og fornøjelsen ved at bade. Men badefaciliteter fandtes ikke kun i denne offentlige bygning, men også i mange huse i byen, hvilket tyder på et stærkt behov for hygiejne fra beboernes side, men måske også rituel vask. Andre tidlige badefaciliteter kommer fra det gamle rige i Det gamle Egypten (omkring 2700-2200 f.Kr.), fra Mari i Mesopotamien (omkring 2000 f.Kr.) og fra Knossos i den minoiske kultur (omkring 2000 f.Kr.) og fra den mykenske kultur (fra omkring 1600 f.Kr.).

#### Grækenland
I Oldtidens Grækenland og ved romerne var badekulturen meget vigtig. Private baderum og et kloaksystem fandtes på Kreta så tidligt som omkring 2000 år før vor tidsregning. Den i det sene 8. århundrede f.Kr. nedskrevne Odysseen, som beskriver kong Odysseus af Ithaka og hans ledsageres eventyr ved deres tilbagevenden fra Den trojanske krig, demonstrerer i talrige vers den høje betydning, som grækerne tillagde rensning med vand. Den ottende sang beskriver f.eks., hvordan man i kong Alcinous Odysseus' hus forbereder et bad af husslaverne, inden han sætter sig ved værtens bord. Sammenlignelige passager viser omhyggelig rensning før bønner og ofringer og skik med først at give gæsten vand, så han kan vaske sine hænder og derefter tilbyde ham et bad.
I det 5. århundrede f.v.t. opstod offentlige badeanstalter med en pool og baljer samt et salverum. Fra det 4. århundrede og fremefter blev offentlige bade et almindelig i græske byer. Der synes ikke at have været en specifik bygningsordning, man finder rum med sædvanligvis 10 til 22 kar eller siddebaljer i både et rektangulært (f.eks. i Olympia) og som et cirkulært bueformet arrangement (f.eks. i Gela). Nogle gange havde et badeanlæg to baderum, hvor mænd og kvinder kunne bade hver for sig. Udover disse offentlige bade var der også badeværelser i private huse. Ofte indeholdt de kun en vask i taljehøjde. Nogle indeholdt også badekar, der allerede var lavet af ler, som dem, der blev udgravet i
Olynthos. Til yderligere rensning kendte grækerne svedbade (dampbade), hvor hældte vand på varme sten. Der var også tørre varmluftbade. Det var små rum, hvor et bassin med trækul gav varme. 300 år senere blev den såkaldte hypokaust indført for at opvarme badefaciliteterne.
De hellenistiske sportsfaciliteter (gymnasium) havde ofte vandbassiner til afkøling efter sport. Da atleterne gned sig med sand og olie til konkurrencerne, blev sved og snavs fjernet bagefter med en hudskraber). Der er ingen beviser for, at gymnasium før romertiden tilbød deres brugere varmt vand, selvom dette ville have været mere egnet til at fjerne olie og snavs.De græske sportsfaciliteter med integrerede bade var allerede mødesteder, hvor folk kunne tilbringe mange timer. Gymnasiummer, som også havde varmt vand, er først dokumenteret i det 1. århundrede før hvor tid.
Græske læger brugte allerede hydroterapi, som de havde overtaget fra egypterne. Hippokrates var en velkendt fortaler for koldtvandsbehandlinger. Han anbefalede koldt vand mod gigt og kolde kompresser mod feber. Derudover var der allerede adskillige helbredende kilder, hvoraf mange var dedikeret til guder. Såkaldte Æskulap-templer blev bygget ved særligt effektive kilder, som blev besøgt af de syge, og som i det væsentlige var sanatorier. Det mest berømte af disse templer var i byen Epidauros. De varme kilder i Adepsos på øen Evia havde også et meget godt ry.